# Sabin Merino
 (janvier 2025).
Sabin Merino Zuloaga, né le 4 janvier 1992 à Urduliz, est un footballeur espagnol évoluant au poste d'attaquant au sein du club espagnol du CD Leganés.

## Biographie
Avec le club de l'Athletic Bilbao, il dispute 11 matchs en Ligue Europa lors de la saison 2015-2016. Lors de cette compétition, il inscrit un but à l'extérieur contre l'équipe slovaque de Zilina, puis un autre but contre l'Olympique de Marseille, à l'occasion des seizièmes de finale. Bilbao atteint les huitièmes de finale de la compétition, en étant éliminé par le FC Valence.
Le 13 mars 2016, il inscrit son premier doublé en championnat, contre le Betis Séville (victoire 3-1).
Merino est prêté au CD Leganés pour la saison 2018-2019. Il est définitivement acheté à l'été 2019 et échoit du numéro neuf.
Le 14 janvier 2020, Merino signe au Deportivo La Corogne.
Deux jours plus tard, Merino est titulaire pour ses débuts et marque un but lors d'un succès 2-1 contre le Racing de Santander en Segunda División. Auteur de cinq buts en dix-huit matchs à l'issue de la saison, il ne peut empêcher la relégation du club en troisième division.
Le 17 août 2020, Merino s'engage de nouveau avec le CD Leganés, tout juste relégué en Segunda División.

## Palmarès
- Vainqueur de la Supercoupe d'Espagne en 2015 avec l'Athletic Bilbao